# Ковалёв, Андрей Владимирович (писатель)
Андрей Владимирович Ковалёв (род. 28 октября 1972, Полесск, Калининградская область) — российский писатель, автор и исполнитель моноспектаклей, драматург, шоумен, ведущий авторских передач на телевидении и радио, публицист в печатных изданиях, режиссер и актер в телевизионных фильмах. Награжден за «Самую народную программу»
О чем история Андрея Ковалёва «Временно недоступен» — о нас… о тех, кто несется на огромной скорости вперед к неведомой цели, о ком-то забывая по дороге. За этим бегом мы забываем обо всем — о любимых и важных для нас людях, которых с годами все меньше, а рядом, новых, почему-то, не наблюдается. В чем наша программа минимум и максимум? Купить пятикомнатную квартиру в престижном районе?

## Биография
Ковалёв Андрей Владимирович родился 28 октября 1972 года в городе Полесске Калининградской области.

В 1997 году переехал в Калининград.

Женат, два сына.

1991—1993 проходил срочную военную службу в городе Тукумс, Латвия.

### Образование
В 1998 окончил ГУЦЭИ (Московское Государственное училище циркового и эстрадного искусства имени Румянцева Карандаша), по специальности — артист эстрады разговорного жанра. 

В 2003 окончил МГУКИ (Московский Государственный университет культуры и искусств), специальность — режиссер культурно-массовых мероприятий. (Заочное отделение)

## Карьера

### Телевидение
В Калининграде работал на телеканалах: «Премьер», «Дюны», НТРК «Каскад», ГТРК «Калининград».
- 2001—2005 — юмористическая программа «Фокус» на НТРК «Каскад», автор, режиссер и ведущий.
- 2005—2008 — «Фокусы жизни». Автор, режиссер и ведущий. Выходила на ГТРК «Калининград»
- 2008 — «Реплика». ГТРК «Калининград». Автор и ведущий.  Архивная копия от 28 декабря 2016 на Wayback Machine

### Радио
- С 2014 года на радио Серебряный Дождь — Калининград выходит авторская программа «Про Жизнь с Андреем Ковалёвым»

### В сети Интернет
С 2010 года регулярно выкладывает рассказы и видео на своей странице в социальных сетях: ВКонтакте, Одноклассники, Facebook, Instagram, Telegram, YouTube и Rutube.
- 2014 — Упомянут в Летописи VK
- 2014 — Проект «Перо» — Новый Калининград. Ru  Архивная копия от 28 декабря 2016 на Wayback Machine
- с 2015 года ведет видеоблог «Про Жизнь» на YouTube  Архивная копия от 9 января 2020 на Wayback Machine

### Писатель
- 2013 — «Фокусы жизни», издательство «Живем»
- 2018 - «Про жизнь», издательство «Живем»
- 2024 - «Человечество! Наблюдения за людьми», издательство «Живем»

### Театр
В Театральную карьеру вступил с первым моноспектаклем в 2008 году.
Места выступления: Калининградский областной драматический театр, театры городов области, театры Москвы (ЦДРИ), Санкт-Петербурга (Театр эстрады имени Аркадия Райкина, Театр Комедии имени Н.П.Акимова, ДК Выборгский), Сочи (Зимний театр), Самары (КРЦ Звезда), Екатеринбурга (ДК Железнодорожников) и многие другие.

#### Спектакли
- 2008 — «Быдлогенция или свет в конце тоннеля», автор, актер, сценарист
- 2009 — моноспектакль «День, полный жизни», автор, актер, сценарист
- 2011 — моноспектакль «Фантомы», автор, актер, сценарист
- 2012 — моноспектакль «А потом я вырос», автор, актер, сценарист
- 2013 — моноспектакль «Сервиз на шесть персон», автор, актер, сценарист
- 2014 — моноспектакль «Временно недоступен», автор, актер, сценарист
- 2015 — моноспектакль «Дом добрых людей», автор, актер, сценарист
- 2016 — моноспектакль «Это всё она», автор, актер, сценарист
- 2017 - моноспектакль «Неисправимый», автор, актер, сценарист
- 2018 - моноспектакль «Невероятный оптимист», автор, актер, сценарист
- 2019 - моноспектакль «Когда идет дождь», автор, актер, сценарист
- 2019 - «Стриптиз души», автор, актер, сценарист
- 2020 - моноспектакль «Она открыла мой коньяк», автор, актер, сценарист
- 2021 - моноспектакль «Эгоист», автор, актер, сценарист
- 2022 - моноспектакль «Благодарите женщину», автор, актер, сценарист
- 2022 – «Плохие парни», автор, актер, сценарист
- 2022 - «Быть может», автор, актер, сценарист
- 2023 - моноспектакль «Бегущая по граблям», автор, актер, сценарист
- 2023 - «Мужчина с характером», автор, актер, сценарист
- 2024 - моноспектакль «Всё начинается с мечты», автор, актер, сценарист
- 2024 - «Притяжение любви», автор, актер, сценарист

## Фильмография
- 2006 — Юмористический фильм «Завелись», сценарист, актер

Новогодние фильмы
- 2005—2006 «Ёлы — палы или Шишкин дом», режиссер, актер, ГТРК «Калининград»
- 2006—2007 «Ёлы — палы или Шишкин брак», режиссер, актер, ГТРК «Калининград»
- 2007—2008 «Ёлы — палы или Шишкин долг», режиссер, актер, ГТРК «Калининград»
- 2008—2009 «Ёлы — палы или Шишкин чес», режиссер, актер, ГТРК «Калининград»

## Награды
- «Янтарная свеча»
- «Сезам»
- «Теффи — регион»
- 2007 — «Самая народная программа»  Архивная копия от 28 декабря 2016 на Wayback Machine